# Cardioplegia
La cardioplegia è quella procedura che utilizza una soluzione protettiva cardiaca per la perfusione coronarica ad aorta clampata. La cardioplegia (o protezione cardiaca) si associa alla macchina cuore-polmone (in circolazione extracorporea, CEC) in quanto, mentre quest'ultima avrebbe lo scopo di rendere pulito il campo operatorio e di mantenere vitali i tessuti, la prima ha il fine di conservare le sostanze energetiche attraverso l'arresto cardiaco, ridurre i processi metabolici e degradativi attraverso l'ipotermia e prevenire effetti sfavorevoli dovuti all'ischemia infondendo agenti protettivi.
L'introduzione della cardioplegia si è resa indispensabile in quanto il clampaggio aortico a livello dei seni coronarici, avente lo scopo di interrompere il flusso coronarico per minimizzare la quota di sangue nel campo operatorio, può recare danno alle fibrocellule muscolari cardiache fino a farne perdere la funzionalità. Senza protezione, l'arresto anossico induce distruzione cellulare miocardica dimostrata da un aumento di CK-MB oltre le 120 unità e dopo le 48 ore ritorno alla norma, ma con disfunzione cardiaca per la distruzione cellulare. Più alta è la dismissione di enzimi, più basso è l'indice cardiaco (si fa riferimento a questo parametro per la valutazione della funzionalità cardiaca e, quindi, per stabilire la capacità di sopravvivenza del paziente dopo l'intervento).

## Storia
Nei primi anni '50 si pensava di interrompere il flusso coronarico solo con il clampaggio aortico continuo oppure intermittente (per permettere ogni tanto il flusso coronarico). La mortalità era però molto alta nel postoperatorio per l'ampia necrosi del tessuto miocardico.
In una fase successiva si è pensata una variazione: non clampare l'aorta, ma realizzare una fibrillazione cardiaca con elettrodi. Tuttavia, questa situazione era insostenibile a causa dei tempi operatori molto lunghi.

## Obiettivi della cardioplegia

### Arresto cardiaco
L'arresto cardiaco serve ad avere un campo operatorio immobile, a diminuire i consumi metabolici del cuore e alla conservazione dell'energia (ATP). Si può ottenere con K+ o con Ca++. Utilizzando K+ l'arresto è rapido ed in diastole: quindi, essendo il cuore rilasciato, è facilmente manipolabile. Utilizzando Ca++, l'arresto è ancora più rapido e ciò è un vantaggio, in quanto è inferiore la quota di sostanze disperse; tuttavia, l'arresto in sistole risulta sfavorevole per la manipolazione chirurgica del miocardio.
Oggi si tende a preferire una soluzione con KCl.

### Ipotermia
L'abbassamento di temperatura determina il vantaggio di ridurre i processi metabolici, per cui, essendo inferiore il consumo di ossigeno, la portata della circolazione extracorporea può essere diminuita con minore trauma per il sangue. Inoltre, è ritardato il riscaldamento del cuore da parte del mediastino dopo l'infusione nelle coronarie della soluzione cardioplegica fredda.
Gli svantaggi di questa pratica comprendono alcune modificazioni fisiologiche (aumento dell'ossigeno disciolto, aumento dell'affinità dell'emoglobina per l'ossigeno, aumento della viscosità del sangue e diminuita secrezione di insulina con tendenza all'iperglicemia, intolleranza alla somministrazione di glucosio e diminuzione dei fattori della coagulazione (sanguinamento).
Convenzionalmente si parla di ipotermia
- moderata (per T compresa tra 25-32 °C
- profonda (per T compresa tra 18-25 °C)

Più bassa è la temperatura, più alta è la percentuale di recupero del paziente nel post-operatorio. L'ipotermia moderata è di solito associata all'uso della CEC, l'ipotermia profonda, invece, quando è necessario l'arresto circolatorio.
L'organismo umano condotto in ipotermia profonda con adeguata protezione miocardica e cerebrale è assistito da adeguate manovre di riscaldamento e riperfusione. Può sopravvivere per alcune decine di minuti in condizioni di arresto circolatorio totale (cuore fermo e circolo fermo) senza danno biologico apparente. Tale pratica è sfruttata nella chirurgia cardiaca per alcuni interventi sull'arco aortico. I tempi di tolleranza sono relativamente esigui (20 minuti: insorgenza di danno d'organo nel 5% dei casi, 45 minuti: nel 10-15%, 80 minuti: 50%).

## Svantaggi della cardioplegia
- Diminuzione della secrezione di insulina con conseguente intolleranza alla somministrazione di glucosio e tendenza alla iperglicemia,
- diminuzione di alcuni fattori della coagulazione del sangue con problemi di sanguinamento,
- aumento dell'ossigeno disciolto,
- aumento dell'affinità emoglobina-ossigeno,
- aumento della viscosità (da cui la necessità della emodiluizione).

## Modificazioni fisiopatologiche
- diminuita produzione di ATP
- alterazioni mitocondriali e aumento di permeabilità della membrana cellulare
- accumulo intracellulare di H+ e lattato
- fuoriuscita dalla cellula di K+

accumulo di Ca++ mitocondriale
- edema esplosivo delle cellule

## Specifiche della soluzione cardioplegica
Consistono nell'addizionare sostanze energetiche protettive allo scopo di preservare le energie intrinseche del metabolismo miocardico. Si è inoltre visto che con queste precauzioni la percentuale di recupero aumenta notevolmente:
- infusione rapida di K ad alta concentrazione,
- temperatura di infusione bassa (4 °C),
- soluzione iperosmolare con lo scopo di abolire l'edema dovuto all'ischemia e all'ipotermia,
- azione tamponante ad opera della presenza di HCO3, in quanto la glicolisi anaerobia comporta un graduale aumento dell'acidosi,
- presenza di ioni Ca e Mg per ristabilire l'equilibrio di membrana
- apporto di substrati (ATP, CP, aspartato, glutammato)

Esempi di soluzioni cardioplegiche: Birmingham/Alabama (Na + K + albumina + HCO3 + sostanze nutritizie), St. Thomas (Na  + albumina + HCO3 + sostanze nutritizie + KCl 16 mmol/l)

## Esecuzione della cardioplegia
- clampaggio aortico
- iniezione della soluzione cardioplegica (nel bulbo aortico per via anterograda o nel seno coronarico per via retrograda)
- monitoraggio della temperatura a livello del setto interventricolare
- mantenimento della "plegia cardiaca" con infusioni regolari ogni 20 minuti per il tempo centrale cardiochirurgico
- riperfusione per via retrograda alla ripresa dell'attività elettromeccanica del cuore: normotermia e soluzioni ripolarizzanti)
- declampaggio aortico

### Vie di somministrazione
- Bulbo aortico: tra il clampaggio e il piano valvolare aortico (sede di elezione, ad eccezione della insufficienza aortica poiché refluirebbe nel ventricolo)
- Osti coronarici: previa apertura trasversale dell'aorta ascendente (si utilizza questa via di accesso nel caso di insufficienza aortica).
- Seno coronarico (via retrograda): si utilizza questa via di accesso quando anche gli osti coronarici sono ostruiti o comunque vi è una patologia pluriassiale coronarica ostruttiva. Il seno coronarico può essere raggiunto direttamente con una cannulazione videoassistita e a pressioni inferiori a 40 mmHg oppure indirettamente attraverso l'atrio destro (poco usata perché indurrebbe eccessiva dilatazione dell'atrio o del ventricolo destro).
- Safene anastomizzate

### Infusione
L'infusione della soluzione cardioplegica avviene:
- dose (15 ml/kg di peso corporeo)
- temperatura (4 °C)
- tempo di immissione della prima dose (3-5 minuti in modo continuo)
- pressione di immissione (mai > di 200 mmHg).

Per il mantenimento si reinfonde la soluzione ogni 20-30 minuti a dosi dimezzate (emidose 7,5 ml(kg). Ciò se durante il monitoraggio con ECG e con la registrazione della temperatura miocardica si avverte attività elettrica e T° > 20 °C.
Nel caso di particolari interventi, come quelli di chirurgia coronarica, si fanno delle reinfusioni mirate ogni volta che un tratto di safena viene anastomizzato con una coronaria ostruita nei by-pass aorto-coronarici con un doppio scopo:
- verificare la tenuta dell'anastomosi
- proteggere adeguatamente le aree miocardiche dipendenti da quell'asse vascolare stenotico ormai sostituito dal by-pass, che in precedenza non erano state raggiunte dalla soluzione.

### Fine dell'intervento
Alla fine dell'intervento, una volta effettuato lo spurgo del cuore dall'aria, si procede al declampaggio aortico. Il flusso sanguigno proveniente dalla CEC riperfonde le coronarie, elimina rapidamente i residui della circolazione cardioplegica e riporta la temperatura a livelli normali. Il cuore riprende gradatamente la propria attività elettrica sotto forma di fibrillazione ventricolare e successivamente ritorna in ritmo sinusale in modo autonomo o con ausilio di defibrillatore.

### Varianti della cardioplegia fredda
- Cardioplegia ossigenata: molto utile poiché l'ossigeno si lega all'emoglobina e la parte che si scioglie in soluzione è minima.
- Cardioplegia con verapamina: il calcio tende a uscire dai suoi canali e a diffondere nel citoplasma durante l'ischemia, aumentando la contrattilità. Con la verapamina vengono bloccati i canali del calcio.

## Cardioplegia in normotermia
Accanto alla cardioplegia in ipotermia esiste anche una cardioplegia in normotermia (poco utilizzata), che richiede una maggiore concentrazione di ione K e una infusione continua. È resa possibile dal fatto che a temperatura fisiologica le cellule hanno la capacità di riparazione conservata.
Questo tipo di soluzione (soluzione Frames) è costituita da glucosio al 5%, KCl (50mEq), MgSO3 (9mEq), THAM (6 mEq), CPD (10 mEq) con osmolarità di 425 mosm e pH di 7,95. Non viene immessa direttamente nel circolo coronarico, ma è diluita con sangue 4:1.